# Chrysocoma schlechteri
Chrysocoma schlechteri là một loài thực vật có hoa trong họ Cúc. Loài này được Ehr.Bayer mô tả khoa học đầu tiên năm 1981.